# Chicago Outfit
Das Chicago Outfit bezeichnet ein italo-amerikanisches Mafia-Syndikat der US-amerikanischen Cosa Nostra in Chicago. Es ist die einzige selbständige Organisation der US-amerikanischen Cosa Nostra außerhalb von New York City, die nicht von den dortigen sogenannten Fünf Familien kontrolliert wird, sondern mit diesen gleichberechtigt im sogenannten National Crime Syndicate agiert.
Zwar hatte das Outfit in Chicago nie eine Monopolstellung im organisierten Verbrechen inne, aber seine Mitglieder gelten bei weitem als die mächtigste, gewalttätigste und größte kriminelle Organisation im Mittleren Westen. Dem Outfit wird das Zentrum der Vereinigten Staaten bis hin nach Las Vegas und Teilen von Florida als Einflusssphäre zugerechnet.

## Geschichte

### Anfänge 1910–1932

#### Vor der Alkoholprohibition
In den frühen Jahren des organisierten Verbrechens vor der Alkoholprohibition kontrollierte eine Reihe von Gangs die Nord- und Südseite von New York City; insbesondere Little Italy war außerdem unter Kontrolle der Black Hand Gang. Dabei fungierte die Unione Siciliana offenbar für die italienischen Gangster als verkappte Dachorganisation, deren Präsidentschaft mörderisch ausgefochten wurde.

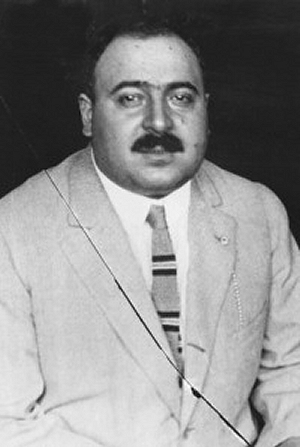
„Big Jim“ Colosimo

Erst im weiteren Verlauf bis in die 1920er Jahre zentralisierte sich auch in Chicago das Verbrechen, was durch den Niedergang der Black Hand Gang in New York begünstigt wurde, da deren wichtigste Köpfe, insbesondere Ignazio „Lupo“ Saietta Ende 1909 verhaftet wurden, so dass James „Big Jim“ Colosimo die Ableger der schwerpunktmäßig in New York City angesiedelten Black Handers schnell beseitigen konnte und die Italiener unter seine Führung brachte.
„Big Jim“ war bereits 1895 von Kalabrien nach Chicago gekommen und damit praktisch einer der Gründungsväter des Organisierten Verbrechens italienischer Prägung in den USA. Als sein starker Arm galt bald sein Neffe Johnny Torrio, der eigentlich aus New York stammte. Dieser war es dann, der 1919 Alphonse „Scarface Al“ Capone in Chicago einführte, welcher ebenfalls ein Mitglied der Five Points Gang in New York City wie Torrio gewesen war.

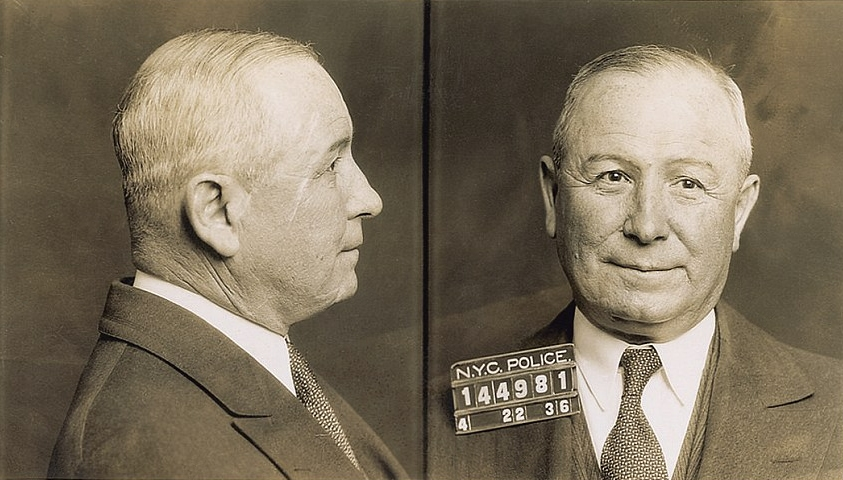
Johnny Torrio (1936)

#### Erste Machtfragen
Der Konflikt zwischen Torrio und Colosimo begann mit der Einführung der Alkoholprohibition 1920. Colosimo wollte in dieses illegale Geschäft nicht einsteigen; Torrio und Capone taten dies aber. Letztendlich beauftragte dann Torrio Frankie Yale, der ebenfalls ein Five Pointer gewesen war und es zum Präsidenten der Unione Siciliana in New York gebracht hatte, mit der Ermordung von Colosimo. Die Polizei verhaftete ihn zwar umgehend, der entscheidende Zeuge behauptete dann allerdings, ihn doch verwechselt zu haben; offenbar, da er die Rache der Verbrecher befürchtete.
Es bestand zunächst ein (wie sich allerdings zeigte labiles) Gleichgewicht in Chicago; im Norden herrschte die deshalb North Side Gang genannte Bande, welche überwiegend aus Iren bestand, und Torrio herrschte im Süden über eine fast vollständig aus Italienern, insbesondere aus Sizilianern, bestehende Gruppierung.
An der Bruchlinie zwischen der Nord- und der Südseite lagen wichtige Verbündete von Torrio, die Genna-Familie, die mit billigem Fusel ein Vermögen machte. Die Gennas hatten es irgendwie geschafft, eine Lizenz für Industriealkohol zu ergattern, aber offensichtlich waren sie auch dazu in der Lage, illegalen Trinkalkohol zu liefern. Damit begannen sie nun, auf das Gebiet der Nordseite vorzudringen; formal gesehen war das keine Gefährdung des illegalen Bierausschanks der Nordseite, allerdings befürchtete Dion O’Banion als Boss der Nordseite (wohl zu Recht), dass es langfristig nicht nur eine Prinzipienfrage bleiben würde, und beschwerte sich bei Torrio. Aber aus Sicht von O’Banion passierte nichts und damit begann der langjährige Konflikt zwischen Nord- und Südseite, denn die Nordseite brachte eine komplette Schnapslieferung der Gennas an sich.

#### Der Abtritt von Torrio
Die Gennas befanden sich auf dem Höhepunkt ihrer Macht, am 13. November 1924 wurde Angelo Genna sogar Präsident der Unione Siciliana, nachdem der vorherige Präsident Mike Merlo am 8. November 1924 an Krebs gestorben war. Dieses Ergreifen der Präsidentschaft war nicht bei allen Sizilianern und Italienern gerne gesehen und sicherlich standen Merlo Torrio und Capone näher als die Gennas. Daraus nähren sich die Thesen, die Gennas seien nun speziell ins Visier von Capone geraten.
Definitiv steht jedoch fest, dass die Gennas immer noch im Bündnis mit Torrio standen und zusammen beschlossen die Italiener – Torrio und die Gennas – den Tod des Iren O’Banion, insbesondere nachdem die Nordseite bei einer Brauereiübernahme Torrio und die Gennas auch noch gegeneinander ausgespielt hatte. Ausgeführt wurde die Tat erneut durch Frankie Yale am 10. November 1924, wobei Mike Genna als Fahrer des Fluchtwagens persönlich anwesend war. Yale schüttelte die Hand von O’Banion, worauf John Scalise und sein Mentor und Partner Albert Anselmi, die damals für die Gennas arbeiteten, das Feuer eröffneten. O’Banion hatte keinerlei Verdacht geschöpft, denn die Täter waren vorgeblich in den Blumenladen des Iren gekommen, um die vorbestellten Blumen für die Beerdigung von Mike Merlo abzuholen.
Die Nordseite schlug zurück. Am 25. Januar 1925 fand ein – zunächst erfolgloses Attentat – auf Johnny Torrio statt und am 25. Mai 1925 wurde Angelo Genna ermordet. Für beide Taten galten Vincent Drucci, Earl „Hymie“ Weiss und Bugs Moran als verantwortlich. Das Attentat auf Angelo Genna stellte vermutlich einen der dramatischsten Vorfälle des so genannten „drive-by shooting“ dar, die es in der Realität je gegeben hat. Angelo erwiderte aus dem fahrenden Wagen heraus das Feuer auf die Verfolger und nur seine Kollision mit einer Laterne wurde ihm zum Verhängnis, da er dort dem Kugelhagel der Täter hilflos ausgeliefert war.
Als Antwort überfielen am 13. Juni 1925 Scalise, Anselmi und Mike Genna die „Northsiders“ George Moran und Vincent Drucci in ähnlicher Weise aus dem Hinterhalt. Sie schossen mit Schrotflinten auf das Auto der beiden und verletzten dabei Drucci. Ungefähr eine Stunde später rasten Scalise, Genna und Anselmi südwärts auf der Western Avenue in Chicago. Sie wurden von einer Polizeitruppe verfolgt und an der Ecke Western und 60th Street überholt. Nachdem die Fahrzeuge abrupt zum Stillstand gekommen waren, eröffneten die Verfolger das Feuer. Während der Schießerei wurden die Chicagoer Polizisten Charles Walsh und Harold Olsen getötet, Michael Conway schwer verwundet. Der vierte Polizist, William Sweeney, verfolgte die fliehenden Kriminellen in Richtung eines Häuserblocks. Mike Genna wurde bei diesem Fluchtversuch erschossen. Scalise und Anselmi kamen in Haft und schließlich vor Gericht.
Das alles hatte weitreichende Folgen, denn Johnny Torrio war zwar nicht getötet, aber schwer verletzt worden. Er zog es deshalb vor, mit seiner Familie zurück nach Italien zu gehen und überließ Al Capone das Kommando über den Outfit. Zudem waren die wichtigen Durchsetzer (engl.: „Enforcer“) der Genna-Familie zunächst im Gefängnis und danach rekrutierte Capone die beiden bewährten Auftragsmörder für sich.

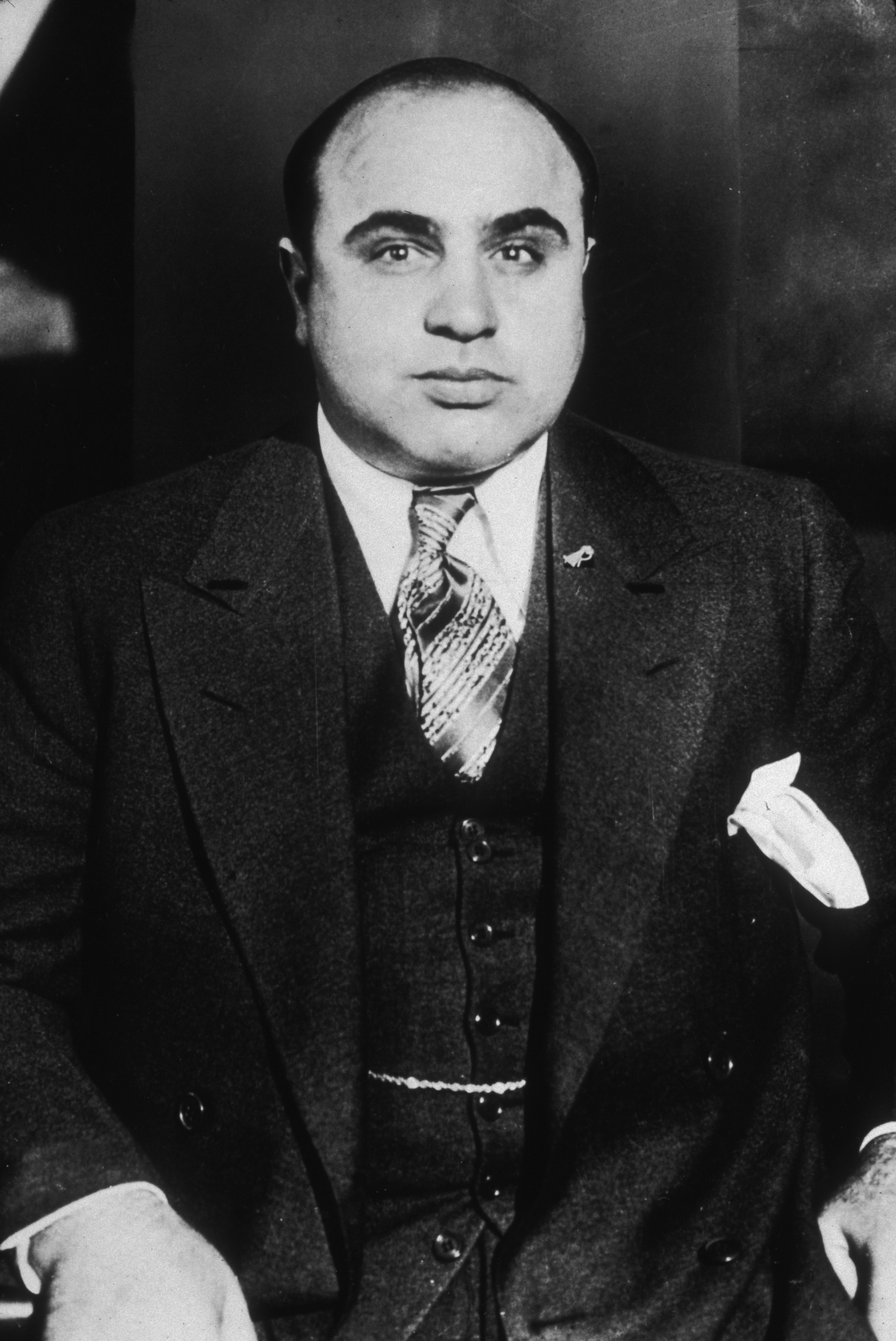
Al Capone um 1935

#### Ausscheiden der Genna-Familie
Die Genna-Familie hatte bereits mit Anthony und Mike zwei Brüder im Kampf mit der Nordseite verloren und nimmt man die Ermordung von Anthony vom 24. Mai 1925 als Ausgangspunkt, dann starben innerhalb von 44 Tagen drei der sechs Genna-Brüder, denn am 8. Juli 1925 wurde Angelo Genna erschossen. Dazu kam noch die Ermordung des Mitglieds Samuzzo „Samuel“ Amatuna vom 13. November 1925, der Angelo als Nachfolger bei der Unione Siciliana abgelöst hatte. Als am 10. Januar 1926 auch noch ihr Schwager Henry Spignola ermordet wurde, gaben die verbliebenen Brüder daraufhin den Kampf auf und gingen nach Sizilien.
Nach Lesart der damaligen Presse war Antonio aber ebenfalls dem gleichen Täterkreis wie sein Bruder Angelo in die Hände gefallen. Im Gegensatz zur damaligen Presse wird heute sogar darüber spekuliert, ob Capone Scalise und Anselmi direkt mit dem Mord an Antonio Genna beauftragt hatte, weil er im Gegensatz zu Torrio keinerlei territorialen Übergriffe der Gennas duldete bzw. mit deren Präsidentschaft über die Unione Siciliana nicht einverstanden war, weil er dort lieber Antonio Lombardo gesehen hätte.
Nun waren Anselmi und Scalise allerdings derartig bei der Polizei bekannt, dass sie ohnehin zu den üblichen Verdächtigen eines Bandenmordes gehörten; andererseits gibt es auch Spekulationen, nach denen Sam Giancana als Killer in Frage kommen soll. Nur war dieser zum Zeitpunkt der Taten noch nicht einmal 18 Jahre alt gewesen. (Nicht zu jung für einen Mord an sich, aber vielleicht zu jung für einen so wichtigen; seine erst spätere Einbindung durch Capone-Nachfolger Frank Nitti scheint doch wahrscheinlicher zu sein.)
Allein schon die Wegnahme von Anselmi und Scalise, sozusagen dem bewaffneten Arm der Gennas, war ein wichtiger strategischer Erfolg von Capone und es wäre diesem sicherlich zuzutrauen, die Gennas damit bewusst schutzlos der „Nordseite“ ausgeliefert zu haben. Simple Tatsache bleibt aber weiterhin: Die Gennas waren aus Sicht der Nordseite auf deren Territorium vorgedrungen, Torrio hatte nichts getan, sondern zusammen mit den Gennas den Mord an O’Banion organisiert. Nun war die Hälfte der Genna-Brüder tot, die Restfamilie und Torrio waren nach Italien geflohen. Es ist vermutlich der heutige Mythos um Al Capone, der den Blick auf solche einfachen Fakten versperrt. Doch dieser Mythos baute sich ja erst durch die kommenden Auseinandersetzungen mit der Nordseite auf, bei denen Capone zum Archetypus des Mafioso wurde, welcher sich bis heute durch entsprechende Filme aus Hollywood zum Klischee entwickelte.
Capone kümmerte sich aber definitiv um den Anführer der North Side Gang. Hymie Weiss, sein Helfer Patrick Murray und möglicherweise sein Leibwächter und Chauffeur Sam Peller und Anwalt William O’Brien wurden am 11. Oktober 1926 mit Hilfe von Maschinenpistolen und Flinten niedergeschossen. Die Täter hatten sich in zwei Häuser eingemietet und eröffneten das Feuer, als die Opfer den alten Blumenladen von O’Banion („Schofields Blumenladen“ 738 North State Street) passierten. Mit zehn Treffern wurde Weiss ins Krankenhaus gebracht, wo er kurz darauf starb und auch Murray überlebte nicht.
Auch in anderen Stadtteilen waren Konflikte konkurrierender Banden eskaliert, die eigentlich mit dem Outfit in Verbindung standen. So war u. a. am 6. August John „Mitters“ Foley, Mitglied der Sheldon Gang, von Frank Koncil erschossen worden, da Foley sich auf das Gebiet der Saltis-McErlane Gang vorgewagt hatte. Am 20. Oktober organisierten John „Dingbat“ O’Berta und Joe Saltis ein Treffen im Sherman Hotel; neben den beiden nahmen Al Capone, George „Bugs“ Moran, Vincent „The Schemer“ Drucci, Jake „Greasy Thumb“ Guzik, Ralph Sheldon, William Skidmore, Maxie Eisen, Myles O’Donnell, Jack Zuta und Christian P. „Barney“ Bertsche teil. Es wurde zunächst ein allgemeiner Waffenstillstand für alle bestehenden Feindseligkeiten beschlossen, dann wurden erneut die Territorien abgesteckt; vorübergehend herrschte Frieden zwischen den Banden.

#### Al Capone und Joseph Aiello
Wenn Capone Ärger mit Sizilianern hatte, dann aus einer ganz anderen Ecke. Torrio und Capone konnten als Nicht-Sizilianer keine Mitglieder der Unione Siciliana werden; Mike Merlo war jedoch ihr Vertrauensmann dort und als dieser 1924 an Krebs starb, kam es zu der bereits erwähnten Präsidentschaft des Genna-Clans, obwohl Capone lieber Antonio Lombardo in dieser Position gesehen hätte, der dann aber seit 1925 zumindest als Consigliere galt.
Lombardo betrieb das Importgeschäft Antonio Lombardo & Co. – sein „Co.“ war dabei Joseph Aiello. Die Aiellos waren eine Familie von Mustache Petes und hatten u. a. die Genna-Brennereien mit Zucker beliefert. Ob Aiello schon von Anfang an ein Auge auf die Präsidenten-Position der Unione geworfen hatte, bleibt Spekulation, aber sein finanzieller Ehrgeiz war gestiegen und er strebte offenbar eine Ausweitung seiner Kontrolle über das gemeinsame Geschäft an. Jedenfalls kam es zu einer Reihe von Querelen zwischen ihm und Lombardo und damit in letzter Konsequenz zu Ende gedacht, bedeutete das auch die Gegnerschaft mit dem hinter Lombardo stehenden Al Capone.
Dieser Umstand wurde dann offenkundig und mündete in ein 35.000-US-Dollar-Angebot an den Chef des Stammlokals von Capone, dem Bella Napoli Café, welches Joe Esposito gehörte, Capones Suppe zu vergiften. Der verriet jedoch dieses Vorhaben an Capone, welcher sich in verständliche Furcht versetzt sah. Und diese Furcht war berechtigt, denn Aiello begann im Laufe des Jahres 1927, eine ganze Reihe von Killern aus den gesamten USA um sich zu scharen, die Capone und Lombardo nun erledigen sollten. Durch Chicago begann sich eine Blutspur zu ziehen, da viele dieser angeheuerten Mörder ihrerseits Opfer von Al Capone wurden:
- 25. Mai 1927: Tony Torchio
- 1. Juni 1927: Lawrence LaPresta
- 29–30. Juni 1927: Diego Attlomionte, Numio Jamerrico und Lorenzo Alagna
- 11. Juli 1927: Giovanni Blandini
- 17. Juli 1927: Dominic Cinderello
- 24. September 1927: Sam Valente aus Cleveland

Die Polizei konnte diese Serie nicht ignorieren und ihr wurden weitere Kontaktaufnahmen bekannt: so etwa die zu Angelo La Mantio aus Milwaukee. Um die Serie zu beenden, wurde die Festnahme von Aiello angeordnet.
Als Capone von der Verhaftung hörte, versuchte er die Situation zu nutzen und postierte zahlreiche Männer vor dem Polizeirevier, um Aiello nach der zu erwartenden Freilassung zu erschießen. Dieser Aufmarsch war offenbar so auffällig, dass drei seiner Leute direkt vor dem Polizeigebäude verhaftet wurden. Aiello verließ deshalb unter Polizeischutz das Gebäude und er und einige seiner Brüder setzten sich sicherheitshalber zunächst nach New Jersey ab. Um gegen Capone bestehen zu können, verbündete sich Aiello nun mit der North Side Gang unter der Führung von George „Bugs“ Moran.
Auch Moran konnte Hilfe gebrauchen, denn am 4. April 1927 war Vincent Drucci während einer Verhaftung getötet worden. Morans Auftragsmörder waren die Brüder Frank und Peter Gusenberg. Diesen fiel es nunmehr zu, Lombardo zu erledigen, was ihnen am 7. September 1928 in der Chicago Street gelang. Die Gegenseite blieb nichts schuldig und am 10. November 1927 wurden Robert und Frank Aiello in Springfield, Illinois ermordet.
Angesichts des Todes von Lombardo wollte Aiello nun die Präsidentschaft über die Unione Siciliana wagen und lud zu einem Mafia-Treffen in das Statler Hotel in Cleveland ein, um seine Präsidentschaft zu diskutieren. Die Polizei erhielt allerdings einen Hinweis und verhaftete 23 Mitglieder des Treffens; darunter auch Joe Profaci und Joseph Magliocco.

#### Valentinstag-Massaker
Als nun die Gusenberg-Brüder am 8. Januar 1929 auch noch den Bruder von Lombardo (Pasqualino Lolordo) ausschalteten, muss sich Capone wohl zu den drastischen Maßnahmen entschlossen haben, die in das so genannte Valentinstag-Massaker vom 14. Februar 1929 mündeten, welches das Ende der North Side Gang einleitete; u. a. kamen dabei die Gusenberg-Brüder ums Leben. Zunächst führte das aber auch dazu, dass Aiello bald zum Boss dieser Gruppe aufstieg und neue Verbündete im Lager von Capone zu gewinnen suchte. So versuchte er offenbar, Albert Anselmi und John Scalise, die Capone der Genna-Familie ausgespannt hatte, für sich zu gewinnen. Auch den neuen Chef der Unione, Joseph „Hop Toad“ Giunta, versuchte er von der Beseitigung Al Capones zu überzeugen.
Bis heute ist unklar, ob sich die drei wirklich von Aiello haben umdrehen lassen; jedenfalls bekam Al Capone Wind von dem Kontakt und ging dann offenbar kein Risiko mehr ein. Ob er allerdings wirklich am 7. Mai 1929 selbst Hand mit Hilfe eines Baseballschlägers angelegt hat, wie es zahlreiche Mafia-Filme zeigen, wird heute eher bezweifelt und gilt als eine von zahlreichen unausrottbaren Legenden rund um die amerikanische Cosa Nostra.
Trotzdem gelang es Aiello, sich dann auf einem Treffen in Atlanta zum Präsidenten der Unione Siciliana wählen zu lassen. Dass er dann sein Amt auch antreten und ausüben konnte, hatte er dabei sicherlich auch der einjährigen Gefängnisstrafe von Al Capone zu verdanken, die dieser wegen Tragens einer verborgenen Waffe absitzen musste. Die Haft begann am 16. Mai 1929 und endete wegen guter Führung vorzeitig am 17. März 1930.
Kaum in Freiheit, organisierte Capone die Beseitigung einiger Aiello-Leute, so u. a. die von Peter „Ashcan“ Inserio und Aiellos Leibwächter Jack Costa. Aiello soll sich dann im Haus des Schatzmeisters der Unione, Pasquale „Presto“ Prestogiacomo, in der 205 Kolmar Avenue versteckt gehalten haben. Als er dieses am 23. Oktober 1930 verließ, um nach Mexiko zu fliehen, wurde er durch die Garbe einer Maschinenpistole niedergestreckt, welche aus einem Fenster des zweiten Stocks im Block gegenüber abgefeuert wurde. Aiello fiel die Eingangstreppe hinunter und taumelte um die Häuserecke, geriet nun aber in das Schussfeld eines weiteren Schützen aus dem dritten Stock eines Hauses und wurde endgültig niedergestreckt; 59 Kugeln hatten seinen Körper getroffen.

#### Die Steuer und Al Capone
Schon 1927 zeigte die amerikanische Steuerbehörde IRS erstes Interesse an Al Capone und seinem unversteuerten Einkommen. Sein Bruder Ralph Capone und sein Freund und Mitarbeiter Jake Guzik waren bereits 1930 wegen Steuerhinterziehung verurteilt worden. Am 25. Februar 1931 wurde Capone wegen einer Bagatelle verurteilt: Er hatte den Termin einer Vorladung nicht akzeptiert. Die Haftstrafe betrug sechs Monate, aber Capone blieb gegen Kaution auf freiem Fuß. Am 5. Juni 1931 erfolgte schließlich die Anklage wegen Steuerhinterziehung in Höhe von 200.000 Dollar. Von den 23 Anklagepunkten wurde Capone am 17. Oktober 1931 in lediglich fünf Punkten für schuldig erklärt, darunter allerdings drei schwere Vergehen, die je fünf Jahre Gefängnisstrafe nach sich ziehen konnten. Am 24. Oktober 1931 wurde das Strafmaß verkündet: Wegen Steuerhinterziehung im Zusammenhang mit Geldwäsche wurde Al Capone zu 50.000 Dollar Strafe, zusätzlich knapp 8.000 Dollar Gerichtskosten und elf Jahren Gefängnis verurteilt.
Capone, der wie das gesamte Outfit in den Krieg von Castellammare 1930–1931 eigentlich gar nicht verwickelt gewesen war, schied aus der ersten Reihe der amerikanischen Cosa Nostra aus, während andere Bosse, vor allem in New York, tot oder anderweitig kaltgestellt worden waren. Obwohl in Haft, konnte Capone mindestens ein weiteres Jahr als Oberhaupt des Outfit gelten und erhielt einschlägigen Besuch; sowohl Meyer Lansky als auch Anthony Accardo sind auf der Besucherliste verzeichnet. Vermutlich war diese zu unterstellende Geschäftsfortführung der Anlass, Capone nach drei Jahren von Atlanta auf die berüchtigte Gefängnisinsel Alcatraz zu verlegen.

### Chicago 1933–heute

#### Frank Nitti und Paul Ricca

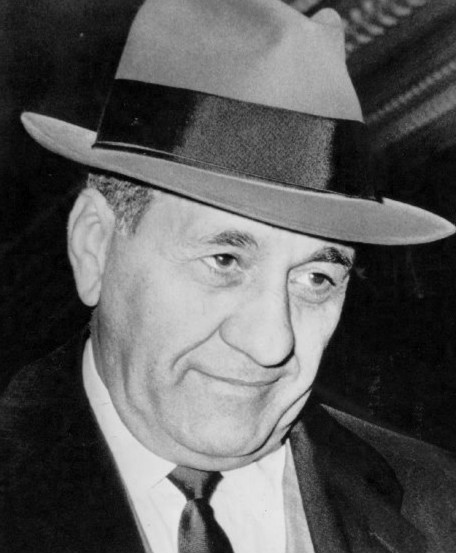
Anthony Accardo (1960)

Nach dem Ende der Alkoholprohibition war der Outfit auf der Suche nach neuen Betätigungsfeldern; er expandierte deshalb in den Westen und verstärkte seine Aktivitäten in Richtung Gewerkschaftskorruption, legales und illegales Glücksspiel und Kreditwucher. Der Einfluss begann über die eigentliche Stadt hinauszuwachsen und griff über nach Milwaukee, Madison, Kansas City, Hollywood und andere Teile Kaliforniens. Über die Unterwanderung der Gewerkschaften erhielt der Outfit sogar Einfluss auf die Filmproduktion in Hollywood.
Die Fäden dabei zog insbesondere Paul Ricca; die Presse hatte jedoch Frank Nitti als neuen Boss in Chicago ausgemacht. Auch Nitti war 1930 zu einer Haftstrafe von 18 Monaten verurteilt worden; angesichts seiner Bekanntheit als wichtiger „Enforcer“ (engl.: „Durchsetzer“) von Capone und seiner offensichtlichen Führung über die Straßengangs des Outfit schien dem auch so zu sein. Der Fahndungsdruck seitens der Behörden konzentrierte sich deshalb auf Nitti.
Ricca und anderen war das wohl zunächst auch ganz recht, wurden so doch die Aktivitäten außerhalb Chicagos nicht gestört und Paul Ricca wurde sogar Mitglied des National Crime Syndicate. Als allerdings 1943 die Unterwanderung in Hollywood aufflog und eine Anhörung bevorstand, kam es am 18. März 1943 zu einem Treffen in Nittis Haus. Seine Popularität wurde nun als Risiko gesehen und Nitti infolgedessen offiziell abgesetzt. Angesichts der bevorstehenden Anhörung auf Grund der Unterwanderung der Filmstudios in Hollywood, seiner Absetzung und einer eventuell tödlichen Erkrankung beging Nitti am 19. März 1943 Selbstmord. Nitti hatte ohnehin allen Grund mit seiner Ermordung zu rechnen, da Ricca möglicherweise nicht das Risiko einer potenziellen Informantengewinnung der Behörden eingegangen wäre.
Wegen der Abschöpfung der Filmstudios wurde Paul Ricca im selben Jahr verurteilt, etablierte aber mit sich eine aktive Position des Consigliere; d. h. die beratende Funktion wurde praktisch zur präsidialen Führung umfunktioniert. Dieses Führungsmodell ging dann offensichtlich auch auf weitere Nachfolger wie Anthony Accardo und Joseph Aiuppa über. Auf diese Weise konnte Ricca sogar aus dem Gefängnis regieren, insbesondere als er seine Verlegung ins Bundesgefängnis Leavenworth erreichen konnte. Schließlich kam es sogar mit Hilfe der politischen Beziehungen der Genovese-Familie unter Frank Costello zu seiner Freilassung und die Gesamtumstände dieser Vorgänge wurden dann selbst Auslöser einer Anhörung im Kongress der Vereinigten Staaten.

#### Von Anthony Accardo zu Sam Giancana
Die Bedeutung von Anthony Accardo ergibt sich aus der einfachen Tatsache, dass er eine weit längere Zeit an der Spitze der Organisation stand als Al Capone. So äußerte sich Paul Ricca, der 1945 ins Gefängnis musste, sinngemäß über Accardo, dass dieser bereits vor dem Frühstück mehr Hirn gezeigt hätte als Capone über den gesamten Tag. Unter seiner Führung expandierte das Outfit beträchtlich, unter anderem gelang es, die Kontrolle über Las Vegas zu gewinnen und den dortigen Einfluss der Familien aus New York City zurückzudrängen. Wahrscheinlich war damals sogar der größte Teil des Westens der USA unter der Kontrolle des Outfit.
Accardo nahm im Dezember des Jahres 1946 neben diversen anderen hochrangigen Mafiosi an der sogenannten Havanna-Konferenz teil, die in Havanna im Hotel Nacional de Cuba stattgefunden haben soll und als wichtigstes Gipfeltreffen seit der Atlantic-City-Konferenz von 1929 gilt, da hier wichtige Weichen für die nächsten Jahrzehnte gestellt wurden. Sein Consigliere Charles „Trigger Happy“ Fischetti und Salvatore „Mooney Sam“ Giancana waren ebenfalls anwesend.
Als das FBI begann, das Outfit näher unter die Lupe zu nehmen, handelte Accardo ein Gentlemen’s Agreement mit den anderen Mafia-Familien aus, sich nicht gegenseitig zu bekämpfen. Auch nach seiner Ablösung als Boss war er nach 1962 noch der „Consigliere“ in Chicago und spielte damit weiter eine wichtige Rolle im Tagesgeschäft, den geschäftlichen Aktivitäten und den Auftragsmorden. In den 1960er Jahren begann der Aufbau der vielen Casinos in Las Vegas, unter Mithilfe von Meyer Lansky, den Mitteln des Central States Pension Fund der Teamsters (d. h. dem Pensionsfonds der Transportarbeitergewerkschaft), Sydney Korshak und Jimmy Hoffa.
Unter Hoffa hatte sich die Zusammenarbeit der Teamsters mit der amerikanischen Cosa Nostra intensiviert. Als diese nach der Kubanischen Revolution Kuba verlassen musste, nistete sie sich in Florida ein und war bei der Errichtung des „Local 320“ der Teamster-Gewerkschaft in Miami behilflich, in dem Santo Trafficante, Jr. ein Büro bezog. Hoffa hatte hierfür Rolland McMaster nach Florida geschickt, der die Aufgabe zusammen mit David Yarras und Barney Baker erledigte. Yaras war ein Gefolgsmann von Sam Giancana, der Accardo als Oberhaupt abgelöst hatte.

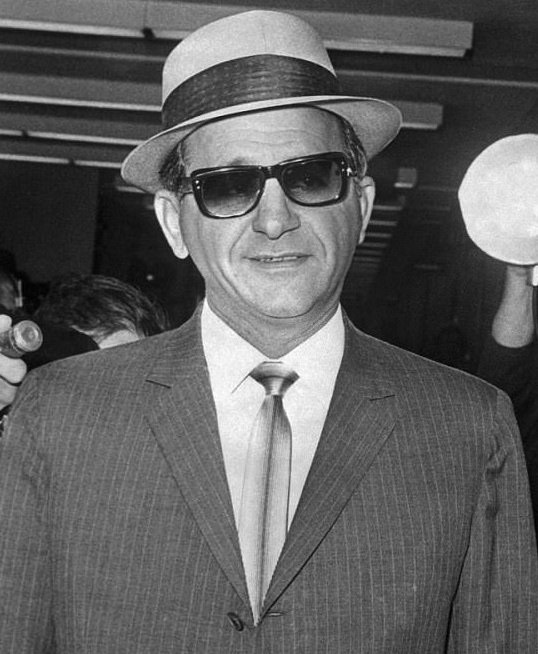
Sam „Momo“ Giancana

Nach seiner Aufnahme in die Cosa Nostra und seinem zwischenzeitlichen Aufstieg zum Anführer des Outfit wurde Giancana 1959 zusammen mit anderen Mitgliedern der Organisation von der CIA mit der Ermordung Fidel Castros beauftragt, der im Januar 1959 die Macht auf Kuba übernommen hatte. Es gibt Hinweise, dass John F. Kennedy während seiner Präsidentschaft Beziehungen zu Giancana unterhielt. Unter Kennedy sollen die Versuche, Fidel Castro mit Hilfe der Mobster zu beseitigen, fortgeführt worden sein – der mehrstufige Plan (Operation Mongoose) geht zurück auf seine Initiative vom 30. November 1961.
1966 wurde Giancana von den eigenen Leuten gezwungen, seine Position als Boss aufzugeben. Den letzten Anlass für den erzwungenen Rücktritt lieferten seine Weigerung, die Gewinne aus den von ihm in ganz Lateinamerika betriebenen Casinos zu teilen, sowie die öffentliche Zurschaustellung seiner Person an der Seite von Prominenten, insbesondere den Sängern Phyllis McGuire und Frank Sinatra. Nach seiner Entmachtung verließ Giancana Chicago 1967 und begab sich nach Cuernavaca in Mexiko.

#### Schnelle Führungswechsel
Salvatore „Sam“ Battaglia übernahm daraufhin die Führung, wurde jedoch ein Jahr später zu fünfzehn Jahren Haft verurteilt. Wer direkter Nachfolger wurde, ist unklar. Nach einer Meldung der Chicago Tribune sollen Paul Ricca und Anthony Accardo die Sommermonate gebraucht haben, um sich zunächst für Jackie Cerone zu entscheiden Cerone wurde aber 1969 angeklagt und 1970 verurteilt und so folgte ein weiterer Protegé von Sam Giancana, Felix „Milwaukee Phil“ Alderisio, der dann allerdings ebenfalls schon im Jahr 1971 wegen Bankbetrugs verurteilt, ins Gefängnis geschickt und durch Joseph John Aiuppa ersetzt wurde.

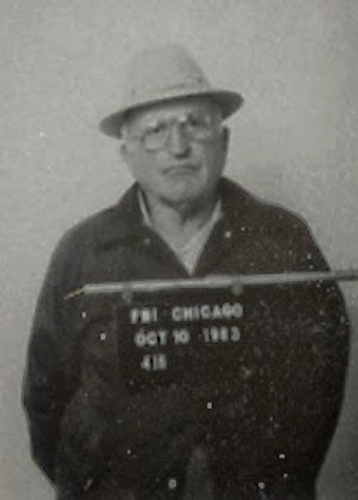
Joseph Aiuppa

Zu dieser Zeit begann das Outfit zusammen mit der Civella-Familie aus Kansas City (Missouri), der Balistrieri-Familie aus Milwaukee und der Cleveland-Familie, mit der finanziellen Abschöpfung von Casinos in Las Vegas. Nachdem mit Hilfe der Teamsters-Gewerkschaft vier Casinos gekauft wurden, wurde Allen Glick – Casinobesitzer und Strohmann für die Mobster – befohlen, Frank Rosenthal als Casino-Manager zu installieren. Von dieser Position aus leitete Rosenthal die Casinos, während Outfit-Mitglied Anthony Spilotro die Investitionen der Mafia vor anderen Kriminellen schützte.
Im Jahr 1983 wurden Joseph Aiuppa und eine Vielzahl anderer Gangster wegen der illegalen Abschöpfung der Casinos angeklagt und im Jahr 1986 wurde Aiuppa zu 28-½ Jahren Gefängnis verurteilt.
Joseph Ferriola wurde zum neuen Chef ernannt, und Aiuppas früherer Fahrer Samuel „Sam Wings“ Carlisi wurde sein Nachfolger, als Ferriola 1989 nach einer Herztransplantation starb. Am 15. Dezember 1992 stand Carlisi zusammen mit seinem Fahrer und Stellvertreter James Marcello und fünf weiteren Mitgliedern vor Gericht. Am 16. Dezember 1993 wurden alle Angeklagten gemäß der Anklage verurteilt. 1996 wurde Carlisis Strafmaß auf 13 Jahre Haft festgelegt, und als bei ihm Krebs diagnostiziert wurde, gab er die Kontrolle über die Tagesgeschäfte des Outfit auf, die er zuvor vom Gefängnis aus ausgeübt hatte.

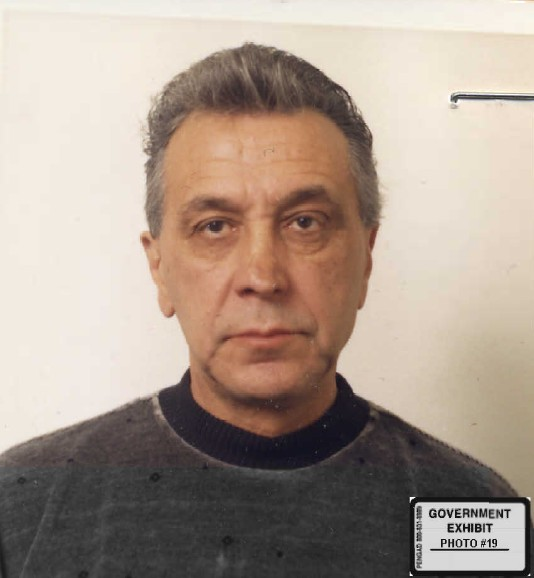
John DiFronzo

Bereits als Joseph Aiuppa 1986 inhaftiert worden war, hatte er John DiFronzo als Anführer über die Aktivitäten in den westlichen Außenbezirken eingesetzt. Zwar wurde dieser 1993 ebenfalls verurteilt, jedoch wurde das Urteil in einem Berufungsverfahren aufgehoben, und DiFronzo 1994 wieder freigelassen. 1996 übernahm er die Rolle als Oberhaupt des Outfit von Carlisi und zog sich 18 Jahre später, im Jahr 2014, weitgehend aus dem Geschäft zurück. Seither gilt Salvatore „Solly D.“ DeLaurentis als amtierender Boss des Outfit.

## Organisation

### Oberhaupt des Outfit
Nicht immer ist das Oberhaupt („Boss“) einer Familie so eindeutig zu identifizieren; insbesondere, wenn durch eine Haftstrafe ein anderes Familienmitglied in den Vordergrund rückt. Die Betrachtung von außen macht es nicht immer einfach, ein neues Oberhaupt als solches zu erkennen bzw. dessen genaue Amtszeit festzustellen. Aufklärungsarbeit leistet hier die Chicago Crime Commission, die immer wieder versucht, die Führungskräfte zu identifizieren.
Außerdem scheint sich gewissermaßen ein Präsidialsystem durchzusetzen; d. h. das Oberhaupt verlagert seine Macht mehr auf einen so genannten „acting boss“ und/oder „street boss“, der seinerseits wiederum das Oberhaupt als solches weiter anerkennt, auch wenn es z. B. in Haft sitzen sollte. Speziell auffällig in diesem Sinne beim Outfit ist, dass des Öfteren vormalige Bosse danach als Consigliere tätig waren, das nährt natürlich immer wieder Spekulationen, inwieweit sie nicht doch das eigentliche Oberhaupt der Familie geblieben waren und wie viel Macht sie wirklich abgegeben hatten.
| Zeitraum  | Name                             | Spitzname           | Lebenszeit | Todesursache                | Anmerkung                                         |
| --------- | -------------------------------- | ------------------- | ---------- | --------------------------- | ------------------------------------------------- |
| 1910–1920 | Giacomo „James“ Colosimo         | Big Jim             | 1878–1920  | am 11. Mai 1920 erschossen  | Auftraggeber: Johnny Torrio / Täter: Frankie Yale |
| 1920–1925 | Giovanni „Johnny“ Torrio         | Johnny the Fox      | 1882–1957  | Herzinfarkt                 | zurückgetreten                                    |
| 1925–1931 | Alphonse Gabriel Capone          | Scarface Al         | 1899–1947  | Lungenentzündung            | 1931–1939 inhaftiert                              |
| 1931–1943 | Francesco Raffaele Nitto (Nitti) | The Enforcer        | 1886–1943  | Selbstmord                  | abgesetzt                                         |
| 1943–1947 | Paul Ricca                       | The Waiter          | 1897–1972  | Herzinfarkt                 | zurückgetreten / wurde Consigliere                |
| 1947–1957 | Antonino Joseph Accardo          | Joe Batters         | 1906–1992  | Herzinsuffizienz            | zurückgetreten / wurde Consigliere                |
| 1957–1966 | Salvatore Giancana               | Mooney Sam          | 1908–1975  | am 19. Juni 1975 erschossen | 1966 nach Mexiko geflohen                         |
| 1966      | Salvatore Joseph Battaglia       | Samuel Teets        | 1908–1973  | natürlicher Tod             | 1967–1973 inhaftiert                              |
| 1967–1969 | Jackie Cerone                    | „Jackie The Lackey“ | 1914–1996  | natürlicher Tod             | ab 1985 bis zu seinem Tod inhaftiert              |
| 1969–1971 | Felix Anthony Alderisio          | Milwaukee Phil      | 1912–1971  | natürlicher Tod             | 1967–1969 inhaftiert                              |
| 1971–1986 | Joseph John Aiuppa               | Joey Doves          | 1907–1997  | natürlicher Tod             | 1986–1996 inhaftiert                              |
| 1986–1989 | Joseph Ferriola                  | Joe Nagall          | 1927–1989  | natürlicher Tod             |                                                   |
| 1989–1996 | Samuel A. Carlisi                | Sam Wings           | 1914–1997  | Herzinfarkt                 | 1996–1997 inhaftiert                              |
| 1996–2018 | John DiFronzo                    | No Nose             | 1928–2018  | Alzheimer                   | seit 2014 im Halbruhestand                        |

Acting Boss:
- 2014–heute: Salvatore „Solly D“ DeLaurentis

Street Boss (Front Boss):
- 1996–2007: James „Jimmy the Man“ J. Marcello ; war bis 1996 Underboss / seit 2007 inhaftiert
- 2007–2012: Michael „Fat Mike“ Sarno ; * 1958–heute ; seit 2012 inhaftiert
- 2012–heute: Louis „Louie Tomatoes“ Marino

### Underboss des Outfit
Der Underboss ist die Nummer zwei in der Verbrecher-Familie, er ist der stellvertretende Direktor des Syndikats. Er sammelt Informationen für den Boss, gibt Befehle und Instruktionen an die Untergebenen weiter. In Abwesenheit des Bosses führt er die Organisation an.
| Zeitraum   | Name                             | Spitzname         | Lebenszeit | Todesursache                | Anmerkung                                                            |
| ---------- | -------------------------------- | ----------------- | ---------- | --------------------------- | -------------------------------------------------------------------- |
| 1910–1920  | Giovanni „Johnny“ Torrio         | Johnny the Fox    | 1882–1957  | Herzinfarkt                 | wurde 1920 Boss                                                      |
| 1920–1925  | Alphonse Gabriel Capone          | Scarface Al       | 1899–1947  | Lungenentzündung            | wurde 1925 Boss                                                      |
| 1925–1931  | Francesco Raffaele Nitto (Nitti) | The Enforcer      | 1886–1943  | Selbstmord                  | wurde 1931 Boss                                                      |
| 1931–1943  | Louis Campagna                   | Little New York   | 1900–1955  | Herzinfarkt                 | 1943–1947 inhaftiert                                                 |
| 1943–1947  | Antonino Joseph Accardo          | Joe Batters       | 1906–1992  | Herzinsuffizienz            | wurde 1947 Boss                                                      |
| 1947–1957  | Salvatore Giancana               | Mooney Sam        | 1908–1975  | am 19. Juni 1975 erschossen | wurde 1957 Boss                                                      |
| 1957–1967  | Felix Anthony Alderisio          | Milwaukee Phil    | 1912–1971  | natürlicher Tod             | wurde 1967 oder 1969 Boss                                            |
| 1967–1985  | John Phili Cerone                | Jackie The Lackey | 1914–1996  | natürlicher Tod             | 1985–1996 inhaftiert, eventuell 1967–1969 Oberhaupt oder Acting Boss |
| 1986–1992  | Ernest Rocco Infelise            | Rocky             | 1924–2005  | natürlicher Tod             | 1993–2005 inhaftiert                                                 |
| 1992–1996  | James J. Marcello                | Jimmy the Man     | 1943–heute |                             | wurde 1996 Street Boss                                               |
| 1996–2006  | Anthony Zizzo                    | Little Tony       | 1935–????  | eventuell 2006 ermordet     | am 31. August 2006 verschwunden                                      |
| 2006–2009  | Joseph Andriacchi                | Joe the Builder   | 1932–heute |                             | zurückgetreten / wurde 2012 Acting Consigliere                       |
| 2009–heute | Salvatore Cataudella             | Sammy Cards       |            |                             |                                                                      |

### Consigliere des Outfit
Auf derselben Ebene wie der Underboss steht der Consigliere, der Berater der kriminellen Familie. Es handelt sich in der Regel um ein älteres Mitglied der Familie, welches über großen Respekt innerhalb der Familie verfügt und dadurch einen beträchtlichen Einfluss ausüben kann.
| Zeitraum   | Name                         | Spitzname        | Lebenszeit | Todesursache     | Anmerkung                                                        |
| ---------- | ---------------------------- | ---------------- | ---------- | ---------------- | ---------------------------------------------------------------- |
| 1925–1928  | Antonio Lombardo             | Tony the Scourge | 1892–1928  | erschossen       | Auftraggeber: Giuseppe Aiello / Organisator: George „Bugs“ Moran |
| 1928–1947  | Charles Fischetti            | Trigger Happy    | 1891–1951  | Herzinfarkt      | zurückgetreten                                                   |
| 1947–1957  | Paul Ricca                   | The Waiter       | 1897–1972  | Herzinfarkt      | zurückgetreten / war bis 1947 Boss                               |
| 1957–1992  | Antonino Joseph Accardo      | Joe Batters      | 1906–1992  | Herzinsuffizienz | war bis 1957 Boss                                                |
| 1992–1999  | Angelo J. LaPietra           | The Hook         | 1920–1999  | natürlicher Tod  | 1986–1999 inhaftiert                                             |
| 1999–2007  | Joseph Patrick Lombardo, Sr. | Joey the Clown   | 1929–2019  |                  | war seit 2007 inhaftiert                                         |
| 2007–2009  | Alfonso Tornabene            | Al the Pizza Man | 1923–2009  | Magengeschwür    |                                                                  |
| 2009–heute | Marco D'Amico                | The Mover        | 1936–heute |                  | 1993–2005 inhaftiert                                             |

Acting Consigliere:
- 2012–2015: Joseph „Joe the Builder“ Andriacchi ; zurückgetreten / war bis 2009 Underboss
- 2015–heute: John „Pudgy“ Matassa, Jr.

### Mitglieder und Assoziierte
„Schriftliches, oder gar Mitgliederlisten, kämen der Mafia nie in den Sinn; eine Bürokratie wie bei der P2 ebenfalls nicht; sie würde die Flexibilität und Wandelbarkeit des Clans nicht nur stören, sondern wohl total zerstören.“ Dieser Satz über die originäre Mafia in Sizilien und Italien gilt auch für die amerikanische Cosa Nostra und damit den Chicago Outfit.
So gesehen kann und wird es per Definition nie eine vollständige Liste von Mitgliedern geben; aber durch die notwendige Außendarstellung einerseits und die Ermittlungserkenntnisse der Behörden andererseits lässt sich auf Dauer die Zugehörigkeit der wichtigsten Mitglieder erkennen und bestimmen. Da außerdem das Gebot des Schweigens (Omertà) zunehmend von den Mitgliedern der Mafia selbst gebrochen wird, hat sich die Informationslage für Außenstehende deutlich verbessert.
Hinzu kommt die Unschärfe auf Grund der Hierarchie in der Familie selbst, die auch Assoziierte und die Zusammenarbeit mit Außenstehenden zulässt. So wurde insbesondere die Gruppe der heute als Kosher Nostra klassifizierten Personen in der Vergangenheit einfach der sizilianischen Mafia zugeschlagen. Insbesondere Meyer Lansky war aber z. B. weder Mitglied des Chicago-Outfit noch eines anderen Clans der Mafia gewesen; trotzdem hielt er einen Sitz in der „Kommission“ des National Crime Syndicate und hat damit maßgeblich Einfluss auch auf den Chicago-Outfit genommen:

#### Untergebene Vollmitglieder
Bekannte Vollmitglieder (Made Men) waren:
| Name                         | Spitzname          | Lebenszeit | Todesursache                    | Anmerkung                                                             |
| ---------------------------- | ------------------ | ---------- | ------------------------------- | --------------------------------------------------------------------- |
| Gus Alex                     | Gussie             | 1916–1998  | Herzanfall                      | gebürtiger Grieche / starb in Haft                                    |
| Harry Aleman                 | The Hook           | 1939–2010  | Lungenkrebs                     | Nachfolger von Jake Guzik                                             |
| Samuel Sammuzzo Amatuna      | Samoots            | 1899–1925  | am 13. November 1925 erschossen | 1925 Präsident der Unione Siciliana, Genna-Familie                    |
| Donald Angelini              | The Wizard of Odds | 1926–2000  | natürlicher Tod                 |                                                                       |
| James Belcastro              | Mad Bomber         | 1895–1946  | Herzinfarkt                     | Bombenspezialist des Outfit                                           |
| Dominic Blasi                | Butch              | 1911–1993  | natürlicher Tod                 |                                                                       |
| Michael Blasi                |                    |            |                                 |                                                                       |
| Marcello Giuseppe Caifano    | John Marshall      | 1911–2003  | natürlicher Tod                 | 42-Gang, 1980–1990 inhaftiert / Aufpasser in Las Vegas                |
| Richard Scully Cain          | Richard Scalzetti  | 1931–1973  | am 20. Dezember 1973 erschossen | Polizeibeamter / verwickelt in Operation Mongoose                     |
| Anthony Centracchio          |                    | 1929–2001  | Krebs                           |                                                                       |
| William Daddano, Sr.         | Willie Potatoes    | 1912–1975  | natürlicher Tod                 | 42-Gang / 1966–1975 inhaftiert                                        |
| Filippo D’Andrea             | Phil D             | 1890er-??  |                                 | 1934–1941 Präsident der Unione Siciliana / Neffe von Anthony D'Andrea |
| Mario Anthony DeStefano      |                    | 1915–1975  | Herzinfarkt                     | Bruder von Sam DeStefano                                              |
| Michael DeStefano            |                    |            |                                 | Bruder von Mario & Sam DeStefano                                      |
| Charles Carmen Inglesia      | Chuckie English    | ????–1985  |                                 |                                                                       |
| Frank Ferraro                | Strongy            |            |                                 |                                                                       |
| Charles Fischetti            | Trigger Happy      | 1891–1951  | Herzinfarkt                     | Neffe von Al Capone / in den Mord an Bugsy Siegel verwickelt          |
| Rocco Fischetti              | Ralph Fisher       | 1903–1964  | Herzinfarkt                     | Bodyguard von Al Capone / Bruder von Charles Fischetti                |
| Joseph Gagliano              | Pip the Blind      |            |                                 |                                                                       |
| Charles Gioe                 | Cherry Nose        | ????–1954  | am 18. August 1954 erschossen   | Unterführer                                                           |
| Joseph Giunta                | Hop Toad           | 1887–1929  | am 7. Mai 1929 ermordet         | Auftraggeber: Al Capone / 1929 Präsident der Unione Siciliana         |
| Nick M. LoCoco               | The Stick          | ????–1987  |                                 |                                                                       |
| John Manzella                | Johnny the Bookie  |            |                                 |                                                                       |
| Michael Marcello             | Mickey             |            |                                 | Halbbruder von James J. Marcello                                      |
| Jack McGurn                  | Machine Gun        | 1902–1936  | am 15. Februar 1936 erschossen  | Organisator des Valentinstag-Massaker                                 |
| Charles Anthony Nicoletti    | Chuckie Typewriter | 1916–1977  | am 29. März 1977 erschossen     | wird als potentieller Mörder John F. Kennedys gehandelt               |
| Dominick Palermo             | Tootsie            | ????–1997  |                                 | Nachfolger von Albert Tocco in den Chicago-Heights                    |
| Rosario Priolo               | Ross               | 1901–1972  | natürlicher Tod                 |                                                                       |
| John (Filippo Sacco) Roselli | Handsome Johnny    | 1905–1976  | Barrel Murder                   | Verstrickung in die CIA-Operation Mongoose                            |
| Gerald Hector Scarpelli      |                    | 1938–1989  | Selbstmord                      | Auftragsmörder unter Joseph Ferriola                                  |
| Anthony John Spilotro        | Tony the Ant       | 1938–1986  | erschlagen                      | siehe auch den Film Casino                                            |
| Albert Caesar Tocco          |                    | 1929–2005  | Herzinfarkt                     | 1988–2005 inhaftiert                                                  |
| Franklin Rio                 | Frank Cline        | 1895–1935  | Herzinfarkt                     | Al Capones loyalster Leibwächter                                      |

#### Assoziierte
| Name                     | Spitzname        | Lebenszeit | Todesursache                 | Anmerkung                                                                    |
| ------------------------ | ---------------- | ---------- | ---------------------------- | ---------------------------------------------------------------------------- |
| William Morris Bioff     | Willie           | 1900–1955  | Autobombe                    | Kosher Nostra / wurde zum Pentito                                            |
| Samuel DeStefano         | Mad Sam          | 1909–1973  | am 14. April 1973 erschossen | Täter: Anthony Spilotro / 42-Gang-Mitglied                                   |
| Ken Eto                  | Tokyo Joe        | 1919–2004  | natürlicher Tod              |                                                                              |
| James Earl Files         | Jimmy            | 1942-heute |                              | potentieller Mörder von John F. Kennedy                                      |
| Allen R. Glick           |                  | 1942-heute |                              | Strohmann für Kasinos                                                        |
| Gustav Greenbaum         | Gus              | 1894–1958  | am 3. Dezember 1958 ermordet | Manager der Las-Vegas-Casino / übernahm das Flamingo von Bugsy Siegel        |
| Jake Guzik               | Greasy Thumb     | 1886–1956  | Myokardinfarkt               | Kosher Nostra                                                                |
| Murray Humphreys         | The Camel        | 1899–1965  | Herzinfarkt                  |                                                                              |
| Michele Merlo            | Mike             | 1880–1924  | Krebs                        | 1921–1924 Präsident der Unione Siciliana                                     |
| Frank Lawrence Rosenthal | Lefty            | 1929–2008  | Myokardinfarkt               | organisierte in Las Vegas die Kasinos Stardust, Fremont, Marina und Hacienda |
| Francis John Schweihs    | Frank the German | 1932–2008  | Krebs                        | Wird gelegentlich mit dem Tod von Marilyn Monroe in Zusammenhang gebracht    |
| Ralph Sheldon            |                  |            |                              | Gründer der Sheldon Gang / Mitglied der Ragen’s Colts                        |
| John Paul Spilotro       | Paulie           |            |                              | Bruder von Anthony Spilotro                                                  |
| Michael Peter Spilotro   | Micky            | 1944–1986  | erschlagen                   | jüngerer Bruder von Anthony Spilotro                                         |
| Victor P. Spilotro       |                  | 1933–1996  | natürlicher Tod              | ältester Bruder von Anthony Spilotro                                         |
| Dave Yaras               | Yiddles Miller   | 1912–1974  | ermordet                     | Ragens Colts / Jugendfreund von Jack Ruby                                    |

## In der Kunst
Das Chicago Outfit wird in zahlreichen Gangsterfilmen erwähnt, wie etwa:
- Scarface (1932) Der Film beschreibt den Werdegang des Gangsters Tony „Scarface“ Camonte, der in den 1920er Jahren für den Boss des Outfits Louis Costillo arbeitet.
- Al Capone (1959) Film über Al Capone und Johnny Torrio.
- Chicago Massaker (OT: The St. Valentine’s Day Massacre) (1967) Film basiert auf dem Valentinstag-Massaker von Al Capone.
- Bullitt (1968) Der Film beginnt damit, dass ein  Associate des Outfits nach San Francisco flieht, um gegen die Verbrecherorganisation auszusagen.
- Revolte in der Unterwelt (OT: The Outfit) (1973) Über das Chicago Outfit.
- Capone (1975) Beschreibt den Aufstieg und Fall von Al Capone sowie dessen Einflussnahme auf die  Machtkämpfe der 20er/30er Jahre in Chicago.
- The Untouchables – Die Unbestechlichen (1987) Beschreibt den Kampf der Behörden gegen Al Capone.
- Casino (1995) von Martin Scorsese beschreibt den Einfluss des Chicago Outfits auf Geschäfte in Las Vegas.
- Payback – Zahltag (1999) Der professionelle Räuber Porter legt sich mit einem der Bosse des Outfits an.
- Road to Perdition (2002) Der Film beschreibt den Krieg zwischen einem abtrünnigen Killer und seinem ehemaligen Boss John Rooney, den alternden Boss einer irischen Gangster-Bande, der mit dem Outfit zusammenarbeitet.
- Public Enemies (2009) Die Beziehung zwischen Dillinger und dem Outfit werden thematisiert.
- Chicago Overcoat (2009) Film über eine Chicagoer Mafia-Familie, angelehnt an das Chicago Outfit.
- The Return of Joe Rich (2011) Film über eine Chicagoer Mafia-Familie, angelehnt an das Chicago Outfit.